# Clinodiplosis scotti
Clinodiplosis scotti är en tvåvingeart som först beskrevs av Jean-Jacques Kieffer 1911.  Clinodiplosis scotti ingår i släktet Clinodiplosis och familjen gallmyggor.
Artens utbredningsområde är Seychellerna. Inga underarter finns listade i Catalogue of Life.